# 高砂 (草加市)
高砂（たかさご）は、埼玉県草加市の町名。現行行政地名は高砂一丁目および高砂二丁目。住居表示実施地区。郵便番号は340-0015。

## 地理
埼玉県の東部地域で草加市中央部の沖積平野に位置する。西は東武伊勢崎線を挟んで氷川町、南は吉町、東は中央、北は住吉に隣接する。
町内は草加駅東口を中心に商業地となっているほか、草加市役所などの行政機関も所在する。

## 歴史
- 1931年（昭和6年） - 耕地整理の実施に伴ない、大字南草加の一部から草加町字高砂町が成立する[4]
- 1958年（昭和33年） - 草加町字高砂町から町名としての高砂町が成立する[4]。
- 1966年（昭和41年）4月1日 - 第1次住居表示の実施により[5]、高砂町と吉町の各一部から高砂一丁目・二丁目が成立[6]。

## 世帯数と人口
2017年（平成29年）10月1日現在の世帯数と人口は以下の通りである。
| 丁目       | 世帯数    | 人口    |
| ---------- | --------- | ------- |
| 高砂一丁目 | 1,141世帯 | 2,361人 |
| 高砂二丁目 | 1,434世帯 | 2,863人 |
| 計         | 2,575世帯 | 5,224人 |

## 小・中学校の学区
市立小・中学校に通う場合、学区は以下の通りとなる。
| 丁目       | 番地 | 小学校             | 中学校             |
| ---------- | ---- | ------------------ | ------------------ |
| 高砂一丁目 | 全域 | 草加市立高砂小学校 | 草加市立瀬崎中学校 |
| 高砂二丁目 | 全域 | 草加市立草加小学校 | 草加市立草加中学校 |

## 交通

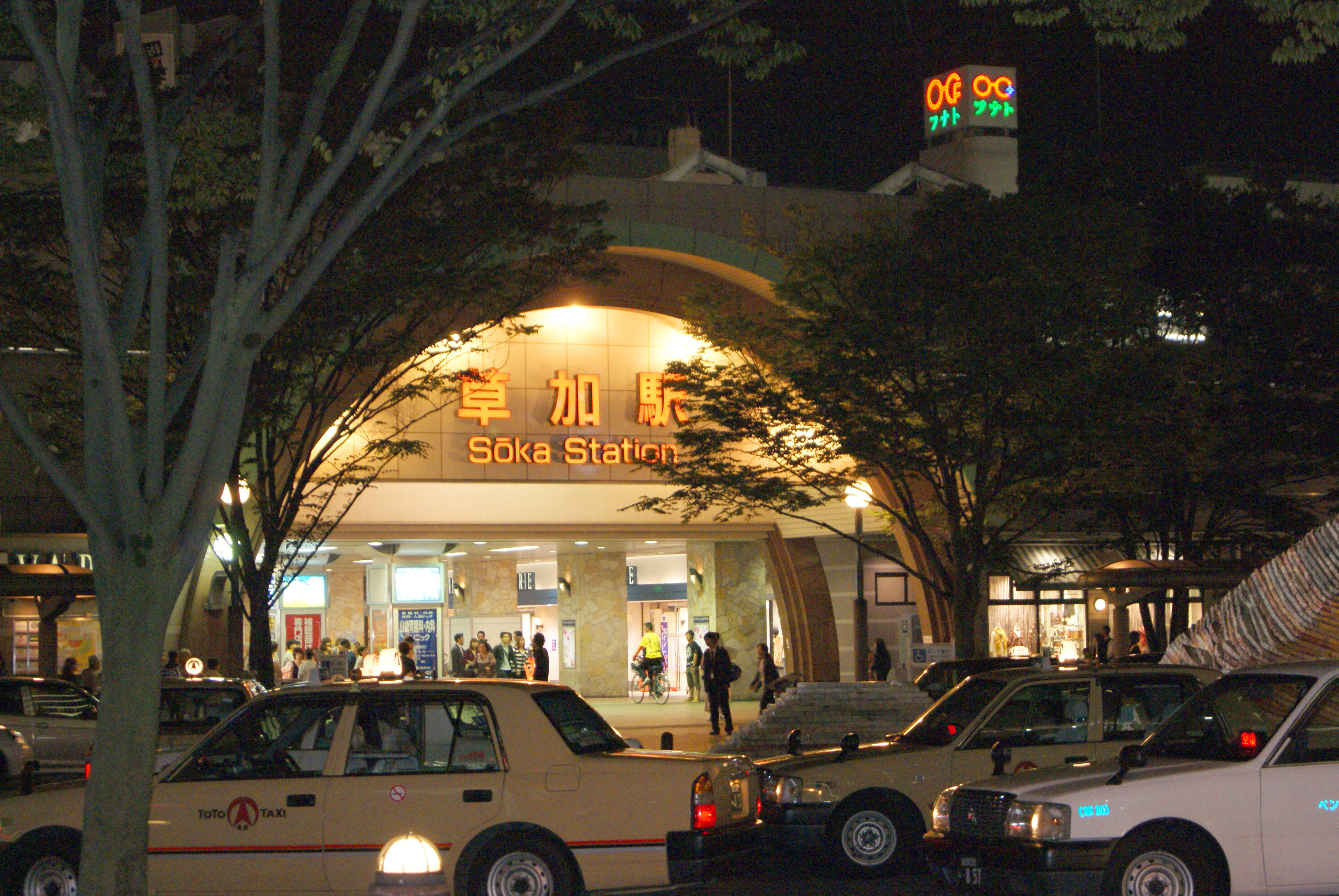
草加駅東口（2009年10月）

### 道路
- 東京都道・埼玉県道49号足立越谷線 - 地内を縦断している。
- 埼玉県道402号草加停車場線
- 旧日光街道
- 草加神社通り

### 鉄道
- 東武伊勢崎線（東武スカイツリーライン）草加駅

## 施設
- アコス
- 草加市役所
- 東日本電信電話草加支店
- 三菱UFJ銀行草加支店
- みずほ銀行草加支店
- 三井住友銀行草加支店
- 埼玉りそな銀行草加支店
- 埼玉縣信用金庫草加支店

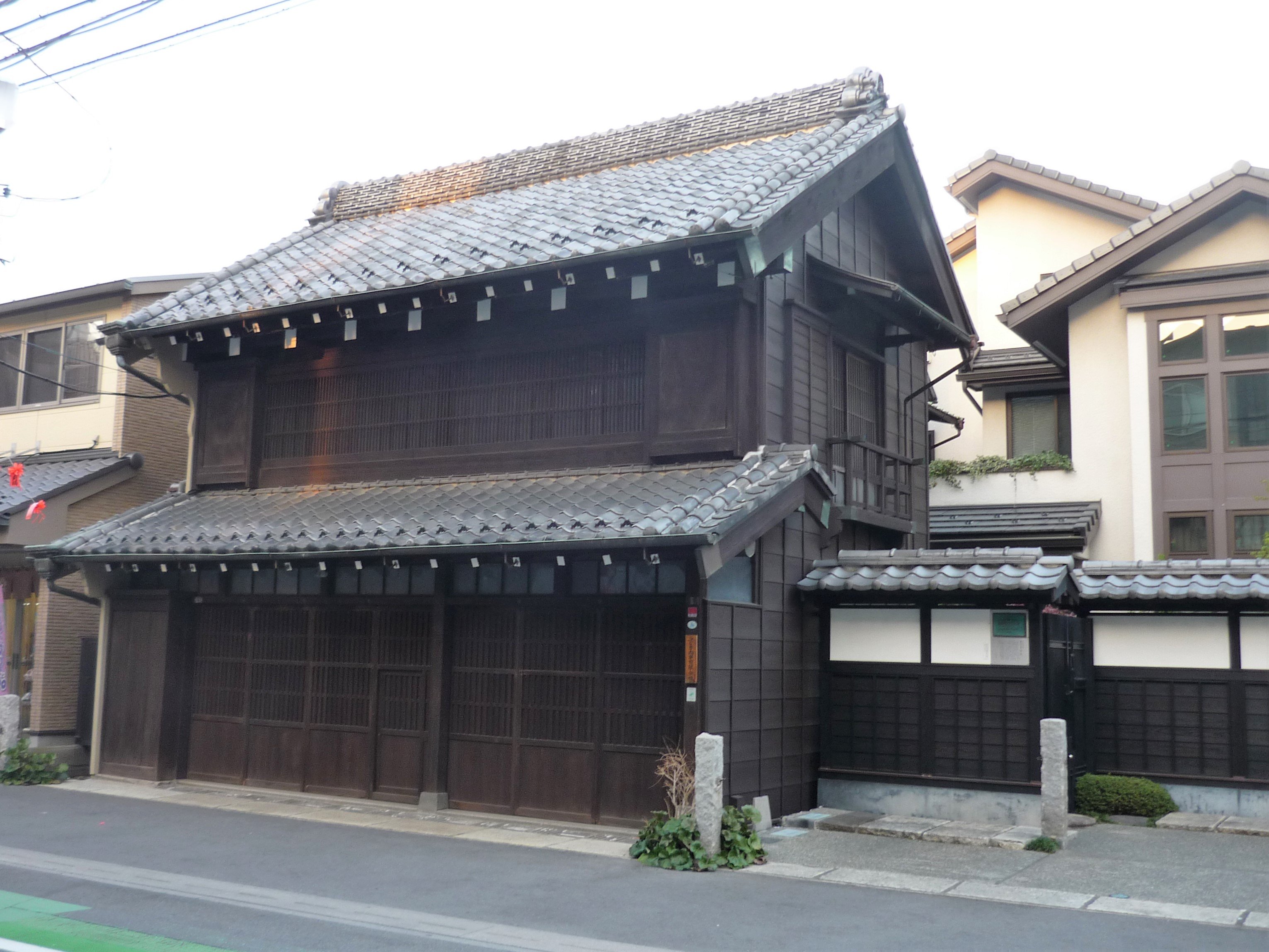
藤城家住宅

- 藤城家住宅店舗・内蔵・外蔵（登録有形文化財）
- 浅古家の地蔵堂（市指定文化財）
- 浄土宗回向院
- 八幡神社
- 三峰神社
- 高砂第一公園
- 高砂第二公園